# Automobiles Charron

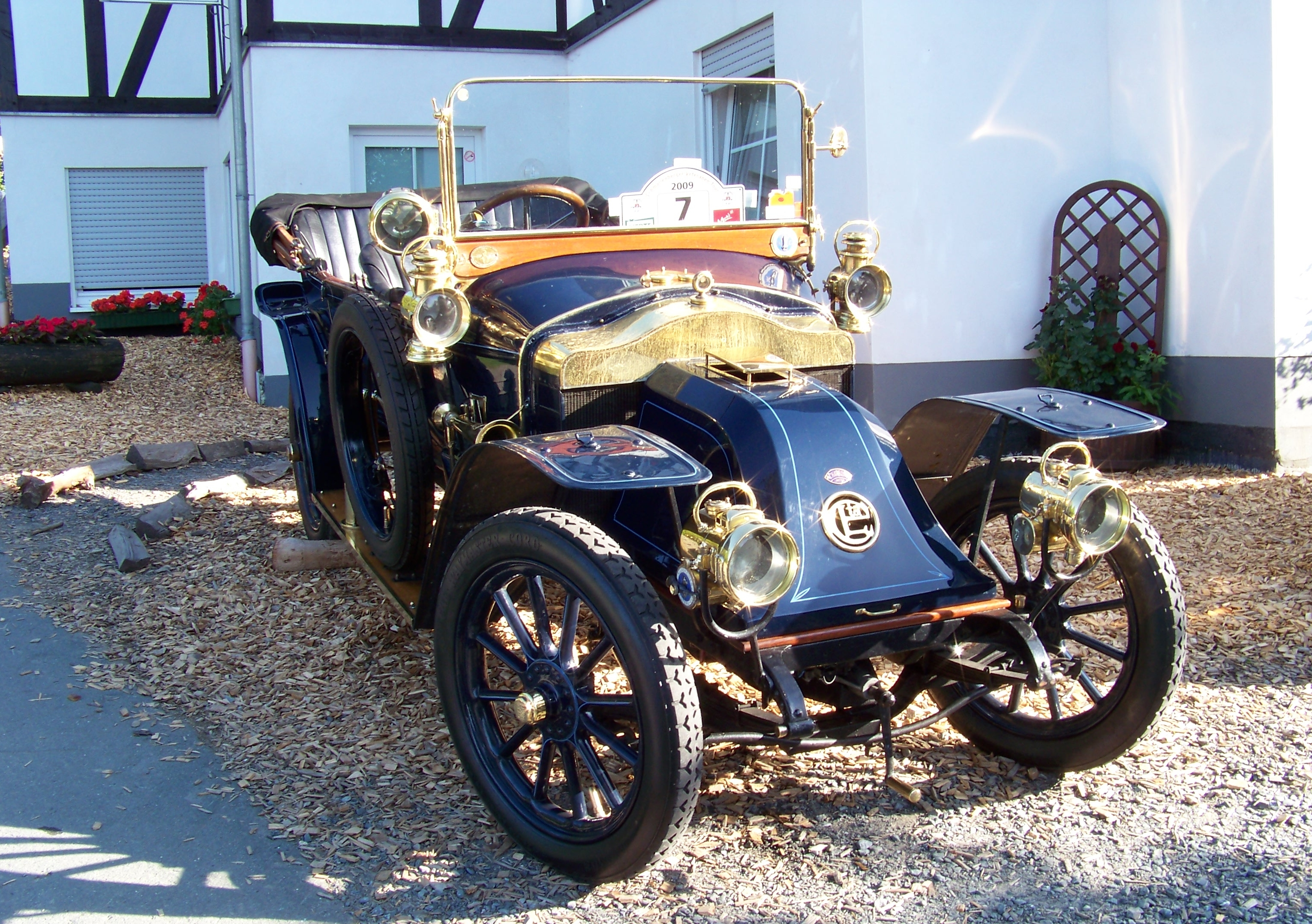
Charron Limited

Automobiles Charron byl francouzský výrobce automobilů, existující v letech 1907 až 1930.

## Historie firmy
Tři bývalí cyklisté a automobiloví závodníci továrního týmu Panhard & Levassor – Fernand Charron, Léonce Girardot a Émile Voigt, založili v roce 1901 firmu C.G.V. (Charron, Girardot et Voigt) v Puteaux. Poté, co ji Girardot a Voigt v roce 1906 opustili a kontrolu nad ní převzala skupina britských investorů, byla společnost přejmenována na Automobiles Charron Limited.

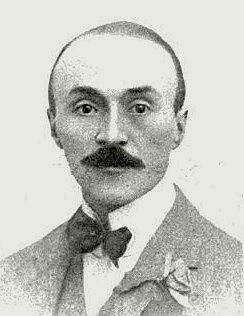
Fernand Charron (1900)
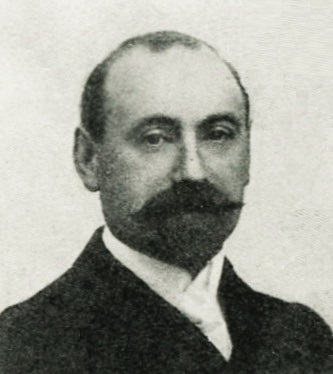
Léonce Girardot (1900)
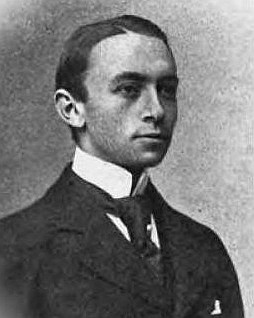
Émile Voigt

## Automobily
Do roku 1912 vzniklo několik vozů s čtyřválcovými motory, mezi nimi typ 12 CV s motorem o objemu 2412 cm³ a typ 29 CV s motorem o objemu 5701 cm³. Fernand Charron, který v roce 1907 také odešel, založil v roce 1912 novou vlastní firmu Alda, která vyráběla malé sportovní vozy v Courbevoie.
V roce 1912 byl představen typ se šestiválcovým motorem o objemu 3619 cm³ a malý model označený 7/10 CV. Ještě před první světovou válkou vznikl typ „Charronette“, malý automobil typu voiturette s motorem o objemu 1056 cm³ a výkonu 6 koní. Díky armádním zakázkám mohl být vyráběn i během války.
Po skončení války a návratu civilní produkce vzniklo sedm nových modelů, avšak takto rozsáhlý a pro zákazníky nepřehledný výrobní program byl v roce 1920 redukován na tři modely.
V roce 1925 vznikl model 12/14 CV se šestiválcem o objemu 2770 cm³. Vozítka „Charronette“ byla jako malý užitkový automobil „Fourgonette“ vyráběna až do zániku firmy v roce 1930.